# Топо ди Моро (Арецо)
Топо ди Моро је насеље у Италији у округу Арецо, региону Тоскана.
Према процени из 2011. у насељу је живело 11 становника. Насеље се налази на надморској висини од 630 м.